# Аль-Каутари, Абдельхамид
Абдельхамид аль-Каутари (араб. عبد الحميد الكوثري‎; 17 марта 1990, Монпелье, Франция) — марокканский футболист, защитник клуба «Диагорас».

## Карьера

### Клубная
Первым профессиональным клубом в карьере Абдельхамида аль-Каутари стал «Монпелье». Защитник дебютировал в Лиге 2 12 мая 2008 года в матче против «Геньона», заменив на 66-й минуте встречи Карима Аит-Фана.
По итогам сезона 2008/09 «Монпелье» вернулся в Лигу 1. Аль-Каутари впервые в карьере сыграл в Лиге 1 15 августа 2009 года в выездном матче с «Лорьяном», заменив за 8 минут до конца игры Ксавье Коллена. 15 января 2011 года защитник забил первый гол в профессиональной карьере (в ворота «Валансьена» в матче 20-го тура чемпионата).
В сезоне 2011/12 аль-Каутари в составе «Монпелье» стал чемпионом Франции. В турнире он провёл за основной состав команды 5 матчей. В следующем сезоне защитник впервые сыграл в Лиге чемпионов (в выездном матче с лондонским «Арсеналом»)

### В сборной
Впервые сыграл за сборную Марокко 14 июня 2011 года в матче отборочного турнира к КАН—2012 против Алжира. В рамках отборочного цикла провёл ещё два матча за сборную. Был в заявке «атласских львов» на кубок африканских наций 2012, однако ни одного матча на турнире не сыграл. На следующем первенстве континента принял участие в 2 матчах (против Анголы и ЮАР).

## Статистика
| Матчи аль-Каутари за сборную Марокко | Матчи аль-Каутари за сборную Марокко | Матчи аль-Каутари за сборную Марокко | Матчи аль-Каутари за сборную Марокко | Матчи аль-Каутари за сборную Марокко | Матчи аль-Каутари за сборную Марокко | Матчи аль-Каутари за сборную Марокко |
| №                                    | Дата                                 | Оппонент                             | Счёт                                 | Голы аль-Каутари                     | Соревнование                         |                                      |
| ------------------------------------ | ------------------------------------ | ------------------------------------ | ------------------------------------ | ------------------------------------ | ------------------------------------ | ------------------------------------ |
| 1                                    | 14 июня 2011                         | Алжир                                | 4-0                                  | -                                    | Отборочный матч КАН—2012             |                                      |
| 2                                    | 10 августа 2011                      | Сенегал                              | 2-0                                  | -                                    | Товарищеский матч                    |                                      |
| 3                                    | 4 сентября 2011                      | ЦАР                                  | 0-0                                  | -                                    | Отборочный матч КАН—2012             |                                      |
| 4                                    | 9 октября 2011                       | Танзания                             | 3-1                                  | -                                    | Отборочный матч КАН—2012             |                                      |
| 5                                    | 19 января 2013                       | Ангола                               | 0-0                                  | -                                    | КАН—2013                             |                                      |
| 6                                    | 27 января 2013                       | ЮАР                                  | 2-2                                  | -                                    | КАН—2013                             |                                      |

## Достижения
Монпелье
- Чемпион Франции: 2011/12